# MSGID
MSGID (message ID), в Фидонете — клудж, уникальный идентификатор сообщения. Позволяет отслеживать «дупы» (повторные попадания одного и того же сообщения на один и тот же узел) и ответы на сообщения (при ответе клудж MSGID исходного сообщения копируется в клудж REPLY сообщения-ответа).
В соответствии с техническим стандартом Фидонет FTS-0009, msgid содержит относительно уникальный (см. ниже) «серийный номер» (8 шестнадцатеричных цифр) и адрес отправителя в сети создания сообщения. Этот адрес не обязательно является 4D- или 5D-фидоадресом, например, для сообщений, попавших в Фидо из Интернет, этим адресом может быть обычный e-mail. Назначение поля адреса в этом клудже — не идентифицировать автора (для этого есть origin в эхомейле, см. FTS-0004, или клуджи INTL/FMPT в личной почте), а сделать MSGID более уникальным.
Согласно стандарту, алгоритм создания MSGID должен обеспечивать создание уникальных идентификаторов, с повторами MSGID от одной и той же системы (отправителя) не раньше, чем через три года.